# Sindicato Argentino de Televisión Servicios Audiovisuales Interactivos y de Datos
El Sindicato Argentino de Televisión Telecomunicaciones Servicios Audiovisuales Interactivos y de Datos (SATSAID) es una organización sindical nacional de Argentina que agrupa a los trabajadores de los canales de televisión abiertos y cerrados, productoras de audiovisuales y demás empresas relacionadas con la producción y transmisión de imágenes y datos. 
Fue fundado el 28 de febrero de 1958. En 2015 estaba integrado por treinta seccionales en todo el país, ubicadas en todas las provincias, que agrupan a 29 000 afiliados. Está afiliada a la Confederación General del Trabajo (CGT), a la Confederación Sindical de Trabajadores de los Medios de Comunicación Social de la República Argentina (COSITMECOS), y a UNI Global Union (UNI), la federación sindical internacional representativa del sector servicios, sector UNI-MEI, que agrupa a los sindicatos de medios de comunicación y entretenimientos.

## Historia
El primer canal de televisión argentino fue Canal 7, el cual comenzó a transmitir el 17 de octubre de 1951. Poco después, el 28 de febrero de 1958 los trabajadores de Canal 7 decidieron fundar el Sindicato Argentino de Televisión. El momento coincidió con la creación de los otros tres canales que transmitirían en Buenos Aires -el principal centro de población del país- y los canales de aire en el resto del territorio.
En 1973 el sindicato firmó sus primeros convenios colectivos para los sectores de televisión abierta (CCT 131/75) y televisión por cable (CCT 223/75).
En la década de 1990 hubo en el país una explosión de la televisión por cable que multiplicó la cantidad de empresas y trabajadores del sector. El SAT triplicó entonces sus afiliados alcanzados alrededor de 10 000.
En esa década el SAT se pronunció contra las políticas neoliberales que estaba llevando adelante el presidente Carlos Menem, siendo uno de los sindicatos que fundó el Movimiento de Trabajadores Argentinos (MTA), corriente disidente dentro de la CGT.
Las condiciones políticas y los cambios tecnológicos en las primeras dos décadas del siglo XXI llevaron al sindicato a alcanzar los 29 000 afiliados en 2015.